# تحضير البلازميد
تحضير البلازميد (بالإنجليزية: plasmid preparation)‏هو طريقة لاستخراج الحمض النووي وتنقية الحمض النووي البلازميدي، وهو خطوة مهمة في العديد من تجارب البيولوجيا الجزيئية وهو ضروري للاستخدام الناجح للبلازميدات في الأبحاث والتكنولوجيا الحيوية. تم تطوير العديد من الطرق لتنقية الحمض النووي البلازميدي من البكتيريا. أثناء إجراء التنقية، غالبًا ما يتم فصل الحمض النووي البلازميد عن البروتينات الملوثة والحمض النووي الجينومي.

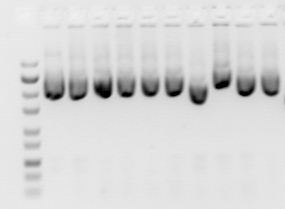
البلازميد المصغر. 0.8% جل الأغاروز بروميد الإيثيديوم ملون.

تتضمن هذه الطرق دائمًا ثلاث خطوات: نمو الثقافة البكتيرية، وحصاد البكتيريا وتحللها، وتنقية الحمض النووي البلازميد. تعد تنقية البلازميدات أمرًا أساسيًا في الاستنساخ الجزيئي. يمكن استخدام البلازميد المنقى للعديد من التطبيقات القياسية، مثل التسلسل والتحويلات إلى الخلايا.

## نمو  الزرع البكتيري
تتم تنقية البلازميدات دائمًا تقريبًا من مزارع البكتيريا السائلة، عادةً الإشريكية القولونية ، والتي تم تحويلها وعزلها. تقريبًا جميع نواقل البلازميد شائعة الاستخدام تقوم بتشفير واحد أو أكثر من جينات مقاومة المضادات الحيوية كعلامة قابلة للتحديد، على سبيل المثال الجين الذي يشفر الأمبيسيلين أو مقاومة الكاناميسين، والذي يسمح للبكتيريا التي تم تحويلها بنجاح بالتكاثر دون عائق. من المفترض أن البكتيريا التي لم تتناول ناقل البلازميد تفتقر إلى جين المقاومة، وبالتالي من المتوقع أن تنمو فقط المستعمرات التي تمثل التحولات الناجحة. تنمو البكتيريا في ظل ظروف مواتية.

## حصاد وتحلل البكتيريا
هناك عدة طرق لتحلل الخلايا، بما في ذلك التحلل القلوي، والتحلل الميكانيكي، والتحلل الأنزيمي.

### تحلل القلوية
الطريقة الأكثر شيوعًا هي التحلل القلوي، والتي تتضمن استخدام تركيز عالٍ من المحلول الأساسي، مثل هيدروكسيد الصوديوم؛ لتحلل الخلايا البكتيرية. عندما يتم تحلل البكتيريا في ظل ظروف قلوية (الرقم الهيدروجيني 12.0-12.5)، يتم تغيير طبيعة كل من الحمض النووي الصبغي والبروتين، ومع ذلك، يبقى الحمض النووي البلازميدي مستقرًا. قام بعض العلماء بتقليل تركيز NaOH المستخدم إلى 0.1M من أجل تقليل حدوث ssDNA. بعد إضافة محلول التعادل المحتوي على الأسيتات لخفض الرقم الهيدروجيني إلى حوالي 7، يشكل الحمض النووي الصبغي الكبير والأقل التفافًا والبروتينات مجمعات كبيرة وترسب؛ لكن بلازميدات الحمض النووي البكتيرية الصغيرة تبقى في المحلول.

### التحلل الميكانيكي
يتضمن التحلل الميكانيكي استخدام القوة الفيزيائية، مثل الطحن أو الصوتنة، لتحطيم الخلايا البكتيرية وإطلاق الحمض النووي البلازميدي. هناك العديد من طرق التحلل الميكانيكية المختلفة التي يمكن استخدامها، بما في ذلك الضغط الفرنسي، والضرب بالخرز، والموجات فوق الصوتية.

### التحلل الأنزيمي
يتضمن التحلل الأنزيمي، والذي يسمى أيضًا تحلل الليزوزيم، استخدام الإنزيمات لهضم جدار الخلية وإطلاق الحمض النووي البلازميد. الإنزيم الأكثر استخدامًا لهذا الغرض هو الليزوزيم، الذي يفكك الببتيدوغليكان الموجود في جدار الخلية للبكتيريا إيجابية الجرام. يضاف الليزوزيم عادةً إلى المزرعة البكتيرية، يليه تسخين و/أو رج المزرعة لتحرير الحمض النووي البلازميد.

## التحضير حسب الحجم
يمكن تقسيم تحضير الب
لازميد إلى خمس فئات رئيسية بناءً على حجم التحضير: التحضير الصغير، والتحضير المتوسط، والتحضير الكبير، والتحضير الأكبر، والتحضير الأكبر بينهم جميعاً. يعتمد اختيار الطريقة التي سيتم استخدامها على كمية DNA البلازميد المطلوبة، بالإضافة إلى التطبيق المحدد الذي سيتم استخدامه من أجله.
تتوفر مجموعات من شركات مصنعة مختلفة لتنقية DNA البلازميد، والتي يتم تسميتها حسب حجم المزرعة البكتيرية وإنتاجية البلازميد المقابلة. بترتيب تصاعدي هي: التحضير الصغير، والتحضير المتوسط، والتحضير الكبير، والتحضير الأكبر، والتحضير الأكبر بينهم جميعاً. سوف يختلف إنتاج الحمض النووي البلازميدي اعتمادًا على رقم نسخة البلازميد ونوعه وحجمه، والسلالة البكتيرية، وظروف النمو، والمجموعة.

### تحضير البلازميد الصغير
التحضير الصغير للحمض النووي البلازميدي هو عزل سريع وصغير الحجم للحمض النووي البلازميد من البكتيريا. تشتمل طرق التحضير المصغر شائعة الاستخدام على التحلل القلوي والأطقم القائمة على عمود الدوران. يعتمد على طريقة التحلل القلوي.غالبًا ما يطلق على الحمض النووي البلازميدي المستخرج الناتج عن إجراء تحضير صغير اسم "miniprep". يتم استخدام Minipreps في عملية الاستنساخ الجزيئي لتحليل الحيوانات المستنسخة البكتيرية. إن عائد الحمض النووي البلازميدي النموذجي للـ miniprep هو من 5 إلى 50 ميكروغرام اعتمادا على سلالة الخلية. يمكن أيضًا إجراء تحضير صغير لعدد كبير من البلازميدات بشكل ملائم على ورق الترشيح عن طريق وضع الخلية وإزالة البلازميد على ورق الترشيح.

### تحضير البلازميد المتوسط
حجم مزرعة E. coli البادئة هو 15-25 مل من مرق ليسوجيني (LB) والعائد المتوقع للحمض النووي هو 100-350ميكروغرام.

### تحضير البلازميد الكبير
حجم مزرعة E. coli البادئة هو 100-200 مل من LB والعائد المتوقع للحمض النووي هو 500-850 ميكروغرام.

### التحضير الأكبر
حجم مزرعة E. coli البادئة هو 500 مل – 2.5 لتر من LB والعائد المتوقع للحمض النووي هو 1.5-2.5 ملغ.

### التحضير الأكبر بينهم جميعاً
حجم ثقافة E. coli البادئة هو 2.5-5 لتر من LB والعائد المتوقع للحمض النووي هو 7.5-10ملغ.

## تنقية الحمض النووي البلازميدي
من المهم النظر في التطبيقات النهائية للحمض النووي البلازميدي عند اختيار طريقة التنقية. على سبيل المثال، إذا كان البلازميد سيتم استخدامه للترنسفكايشن أو التثقيب الكهربائي، فإن طريقة التنقية التي تؤدي إلى درجة نقاء عالية ومستويات منخفضة من السموم الداخلية أمر مرغوب فيه. وبالمثل، إذا كان البلازميد سيتم استخدامه للتسلسل أو PCR، فإن طريقة التنقية التي تؤدي إلى إنتاجية عالية والحد الأدنى من الملوثات أمر مرغوب فيه. ومع ذلك، توجد طرق متعددة لتنقية الحمض النووي. تعمل جميعها على مبدأ توليد الظروف التي يترسب فيها الحمض النووي فقط، أو تترسب الجزيئات الحيوية الأخرى فقط، مما يسمح بفصل الحمض النووي.

### ترسيب الإيثانول
ترسيب الإيثانول هو طريقة مستخدمة على نطاق واسع لتنقية وتركيز الأحماض النووية، بما في ذلك DNA البلازميدd. المبدأ الأساسي لهذه الطريقة هو أن الأحماض النووية غير قابلة للذوبان في الإيثانول أو الأيزوبروبانول ولكنها قابلة للذوبان في الماء. ولذلك فهو يعمل باستخدام الإيثانول كمضاد لإذابة الحمض النووي، مما يؤدي إلى ترسيبه خارج المحلول ومن ثم يمكن جمعه عن طريق الطرد المركزي. يتم التخلص من الجزء القابل للذوبان لإزالة الجزيئات الحيوية الأخرى.

### عمود الدوران
تنقية الحمض النووي المستندة إلى عمود الدوران هي طريقة لتنقية الحمض النووي أو الحمض النووي الريبي (RNA) أو البلازميد من عينة باستخدام مرشح عمود الدوران. تعتمد هذه الطريقة على مبدأ ربط الأحماض النووية بشكل انتقائي بمصفوفة صلبة في عمود الدوران، بينما يتم غسل الملوثات الأخرى، مثل البروتينات والأملاح. ثم يتم تغيير الشروط لحذف الحمض النووي المنقى من العمود باستخدام محلول شطف مناسب.

### استخراج الفينول – الكلوروفورم
المبدأ الأساسي لاستخلاص الفينول-كلوروفورم هو أن الحمض النووي الريبي (DNA) والحمض النووي الريبي (RNA) غير قابلين للذوبان نسبيًا في الفينول والكلوروفورم، في حين أن المكونات الخلوية الأخرى قابلة للذوبان نسبيًا في هذه المذيبات. ستؤدي إضافة خليط الفينول / الكلوروفورم إلى إذابة ملوثات البروتين والدهون، مما يترك الأحماض النووية في الطور المائي. كما أنه يفسد البروتينات، مثل DNase، وهو أمر مهم بشكل خاص إذا كان سيتم استخدام البلازميدات لهضم الإنزيم. وبخلاف ذلك، قد يحدث تلطيخ في الشكل المحدود للإنزيم من DNA البلازميد.

### استخراج على أساس الخرز
في الاستخلاص المعتمد على الخرز، ترتبط إضافة خليط يحتوي على خرزات مغناطيسية مصنوعة عادة من أيونات الحديد بالحمض النووي البلازميدي، وتفصلها عن المركبات غير المرغوب فيها بواسطة قضيب أو حامل مغناطيسي. يتم بعد ذلك إطلاق الخرز المرتبط بالبلازميد عن طريق إزالة المجال المغناطيسي واستخلاصه في محلول شطف لإجراء تجارب أسفل المجرى مثل التحويل أو تقييد الهضم. يمكن أيضًا أتمتة هذا النوع من التحضير الصغير، مما يزيد من الراحة مع تقليل الأخطاء الميكانيكية.